# BC Tallinna Kalev
BC Tallinna Kalev, también conocido como Tallinna Kalev/TLÜ, es un club de baloncesto estonio, con sede en la ciudad de Tallin. Fundado en 2002 con el nombre de Pirita, compite en la Latvian-Estonian Basketball League, la competición unificada de Estonia y Letonia, y en la Liga Báltica. Disputan sus partidos como local en el Kalev Sports Hall, con capacidad para 1780 espectadores.

## Historia
La Asociación Deportiva de Tallin "Kalev" se estableció como asociación deportiva en 1995, pero la sección de baloncesto no se establecería hasta 2002, año en el que se incorporó a la Korvpalli Meistriliiga, la primera división estonia. Ese mismo año alcanzó la final de la Copa de Estonia, pero cayó derrotado por el Tartu Ülikool/Rock en la final.
En 2010, el equipo se fusionó con TTÜ, este último se convirtió en TTÜ/Kalev, mientras que Tallinna Kalev se convirtió en TTÜ/Kalev II. Ambos equipos compitieron en la temporada KML 2010-11 y la Liga Báltica de Baloncesto 2010-11. El equipo unificado se disolvió después de la temporada 2010-11 y ambos clubes continuaron por separado.
Antes del comienzo de la temporada 2014-15, firmó un acuerdo de colaboración con la Universidad de Tallin, adoptando el nombre de Tallinna Kalev/TLÜ. En 2019 lograron su mejor clasificación en la liga, al acabar en segunda posición, solo por detrás del BC Kalev/Cramo, que los derrotó en la final por 3-0.

## Denominaciones
- Pirita
(2002–2008)
- Tallinna Kalev
(2008–2010)
- TTÜ/Kalev II
(2010–2011)
- Tallinna Kalev
(2011–2014)
- Tallinna Kalev/TLÜ
(2014–presente)

## Trayectoria
| Temporada | Nivel | División               | Pos. | Postemporada     | TR    | PO  | Copa de Estonia  | Liga Báltica             | Liga Báltica | Liga Báltica | Competiciones europeas | Competiciones europeas | Competiciones europeas |
| --------- | ----- | ---------------------- | ---- | ---------------- | ----- | --- | ---------------- | ------------------------ | ------------ | ------------ | ---------------------- | ---------------------- | ---------------------- |
| 2002–03   | 1     | Korvpalli Meistriliiga | 6    | 5º puesto        | 12–12 | 1–2 | Finalista        | –                        | –            | –            | –                      | –                      | –                      |
| 2003–04   | 1     | Korvpalli Meistriliiga | 5    | 4º puesto        | 10–14 | 3–6 | Cuartos de final | –                        | –            | –            | –                      | –                      | –                      |
| 2004–05   | 1     | Korvpalli Meistriliiga | 6    | 4º puesto        | 8–8   | 3–6 | Semifinalista    | –                        | –            | –            | –                      | –                      | –                      |
| 2005–06   | 1     | Korvpalli Meistriliiga | 4    | 4º puesto        | 16–8  | 2–5 | 3.er puesto      | Baltic Basketball League | 19º          | 5–27         | –                      | –                      | –                      |
| 2006–07   | 1     | Korvpalli Meistriliiga | 5    | Cuartos de final | 18–18 | 0–2 | Quarterfinalist  | –                        | –            | –            | –                      | –                      | –                      |
| 2007–08   | 1     | Korvpalli Meistriliiga | 3    | 4º puesto        | 23–13 | 2–5 | 3.er puesto      | –                        | –            | –            | –                      | –                      | –                      |
| 2008–09   | 1     | Korvpalli Meistriliiga | 5    | Cuartos de final | 11–17 | 2–4 | 3.er puesto      | BBL Challenge Cup        | 12º          | 11–23        | –                      | –                      | –                      |
| 2009–10   | 1     | Korvpalli Meistriliiga | 6    | Cuartos de final | 9–19  | 1–2 | Cuartos de final | BBL Challenge Cup        | QF           | 11–23        | –                      | –                      | –                      |
| 2010–11   | 1     | Korvpalli Meistriliiga | 7    | –                | 10–22 | –   | Cuartos de final | –                        | –            | –            | –                      | –                      | –                      |
| 2011–12   | 1     | Korvpalli Meistriliiga | 6    | Cuartos de final | 12–16 | 0–3 | Cuartos de final | –                        | –            | –            | –                      | –                      | –                      |
| 2012–13   | 1     | Korvpalli Meistriliiga | 8    | Cuartos de final | 9–23  | 0–3 | 4º puesto        | Baltic Basketball League | TR           | 1–9          | –                      | –                      | –                      |
| 2013–14   | 1     | Korvpalli Meistriliiga | 5    | 4º puesto        | 14–18 | 4–6 | Cuartos de final | Baltic Basketball League | TR           | 3–9          | –                      | –                      | –                      |
| 2014–15   | 1     | Korvpalli Meistriliiga | 8    | Cuartos de final | 7–25  | 0–3 | Cuartos de final | Baltic Basketball League | TR           | 1–11         | –                      | –                      | –                      |
| 2015–16   | 1     | Korvpalli Meistriliiga | 3    | 4º puesto        | 19–13 | 4–7 | 3.er puesto      | Baltic Basketball League | T16          | 6–8          | –                      | –                      | –                      |
| 2016–17   | 1     | Korvpalli Meistriliiga | 7    | Cuartos de final | 12–20 | 0–3 | Round of 32      | Baltic Basketball League | T16          | 0–2          | Europe Cup             | TR                     | 0–4                    |
| 2017–18   | 1     | Korvpalli Meistriliiga | 6    | Cuartos de final | 10–16 | 2–3 | –                | Baltic Basketball League | QF           | 7–7          | –                      | –                      | –                      |